# Bodakwa
Bodakwa (ukr. Бодаква) – wieś na Ukrainie, w obwodzie połtawskim, w rejonie połtawskim, w hromadzie Zawodśke. W 2001 liczyła 1152 mieszkańców.

## Urodzeni
- Dmytro Andrijewski – ukraiński działacz polityczny.